# Didymodon merceyoides
Didymodon merceyoides là một loài rêu trong họ Pottiaceae. Loài này được Broth. mô tả khoa học đầu tiên năm 1916.